# Helicodonta obvoluta
Espèce
Statut de conservation UICN

 LC  : Préoccupation mineure
La Veloutée plane (Helicodonta obvoluta) est un escargot de la classe des gastéropodes, famille des Helicodontidae (auparavant Helicidae).

## Description
La coquille a une forme de meule de fromage (d'où son nom anglais de cheese snail), plate et à spire déprimée, à 5 ou 6 tours étroits, avec un ombilic profond. Ses dimensions sont de 11-15 mm de diamètre et 5-7 mm de hauteur. Son ouverture est large, anguleuse, aplatie en haut et en bas, à péristome blanc, réfléchi et épaissi, mais sans dents. La coquille est brunâtre, à stries d'accroissement irrégulières, et couvertes de poils longs (0.5 à 1 mm), qui peuvent disparaître chez les individus âgés,. 
Confusion possible: avec Helicodonta angigyra, la Veloutée à tours étroits, plus petite (8-11 mm), et à poils plus courts (0.1 mm), présente uniquement dans l'arc alpin de la Savoie à l'Italie et en Suisse au Tessin; et avec Causa holosericea, dont les tours sont moins serrés, et dont l'ouverture présente des dents. 

## Habitat
La Veloutée plane vit dans les forêts de feuillus, sur substrat calcaire, à l'étage collinéen-montagnard, et dans les zones ombragées et humides. Elle a besoin de troncs en décomposition pour se reproduire, pondre et pour hiberner. Elle vit sur les troncs, dans la litière ou sous les pierres. Elle est donc menacée lorsque dans le cadre de la gestion des forêts, on ne laisse plus pourrir les vieux troncs. 

## Biologie
L'accouplement dure environ deux-trois heures, qui incluent la rencontre,la reconnaissance, la danse de séduction, l'accouplement à proprement parler, la phase de repos et la séparation. En laboratoire, la majorité des individus ne pondent qu'une fois dans leur vie, avec un maximum de quatre pontes. L'incubation dure de 14 à 31 jours. Le développement complet dure de 5 à 20 mois, avec deux générations par année, une au printemps et une autre en automne, qui vivent entre 1 an et demi et 3 ans et quart. À fin octobre, ils pénètrent dans des troncs tombés au sol par en dessous, ferment leur coquille d'un épiphragme calcaire et sortent d'hibernation à fin avril. Les individus immature sont actifs toute la journée, alors que les adultes sont plutôt actifs le soir et à l'aube. 

## Distribution

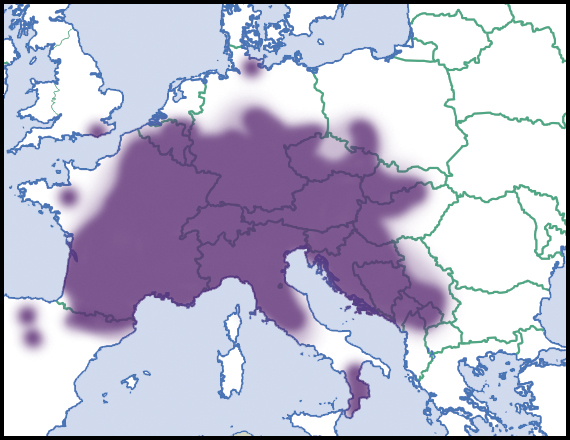
Distribution (2012, Welter-Schultheiss)

Il s'agit d'une espèce centro-européenne. Elle est présente des Pyrénées et de la côte atlantique jusqu'au sud de la Slovaquie et au Nord de la Hongrie, avec des populations isolées dans le Sud de l'Angleterre, et au Schleswig-Holstein en Allemagne, en Italie, dans l'ouest des Balkans jusqu'en Grèce, et jusqu'aux Carpates en Ukraine à l'Est. Elle se serait étendue au moment de l'optimum climatique de l'Holocène. Elle est connue en Europe depuis le Pliocène (il y a plus de 2.5 millions d'années), et le Pléistocène. 

## Taxonomie
Cette espèce a été décrite scientifiquement pour la première fois par O.F. Müller en 1774, sous le protonyme de Helix obvoluta.

## Galerie

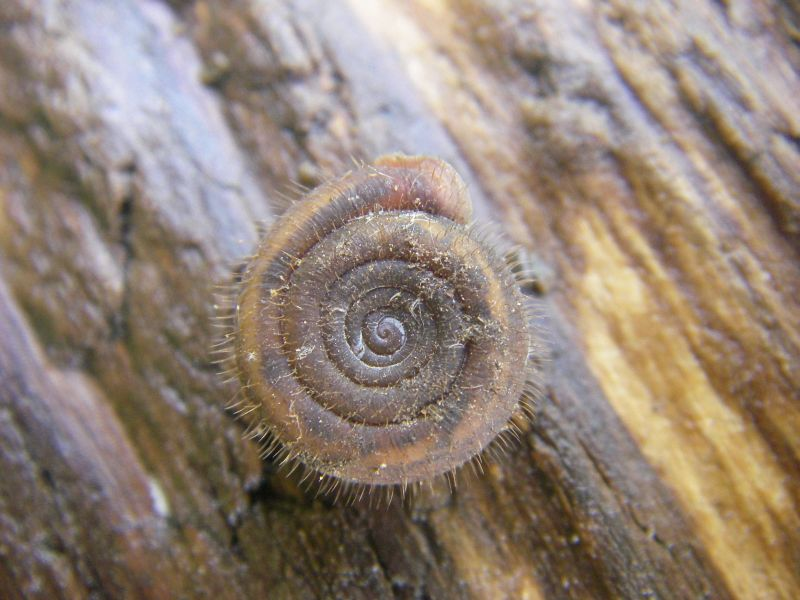
Coquille vide (France)
Détail des poils
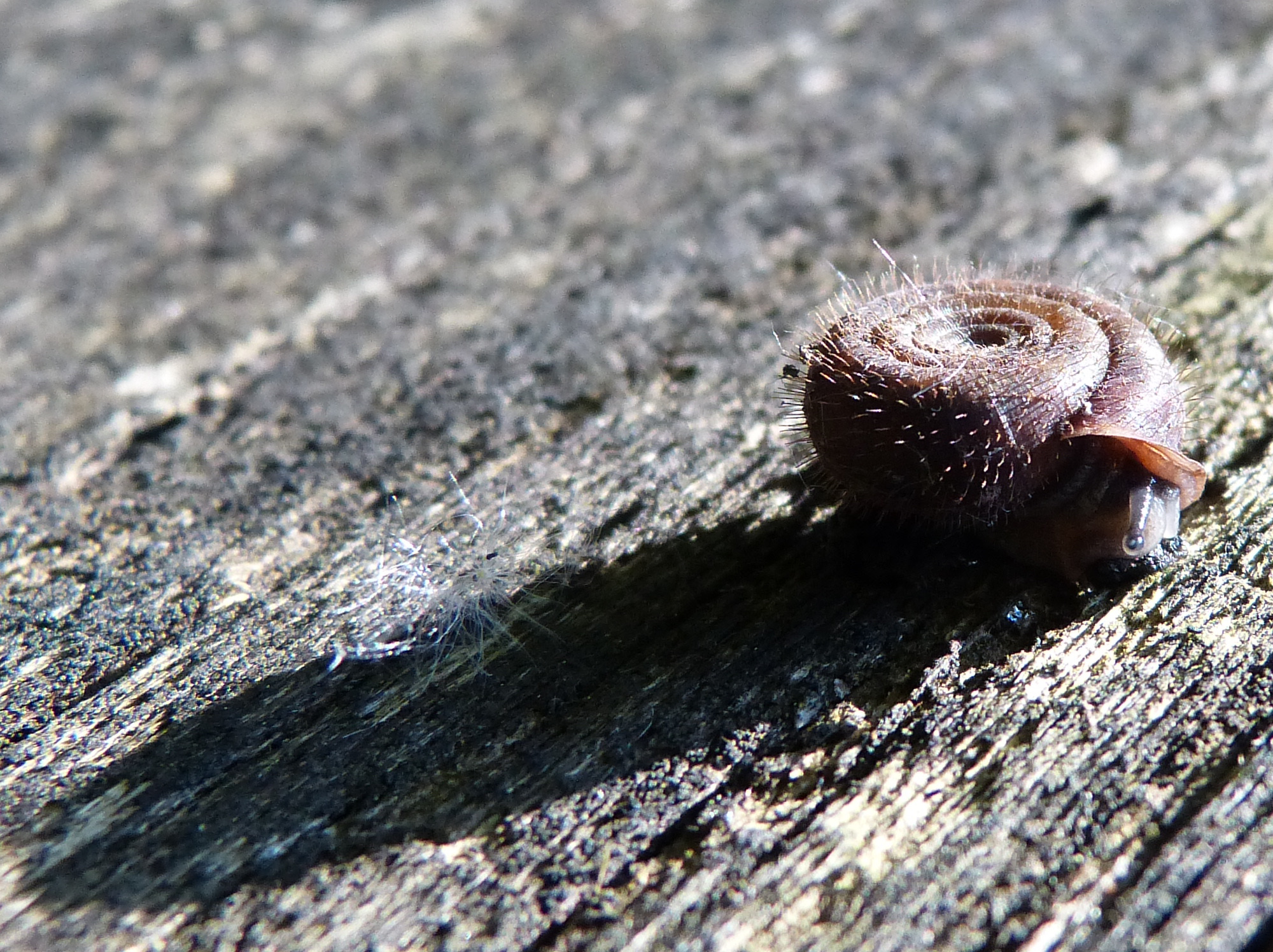
Animal vivant (Italie)
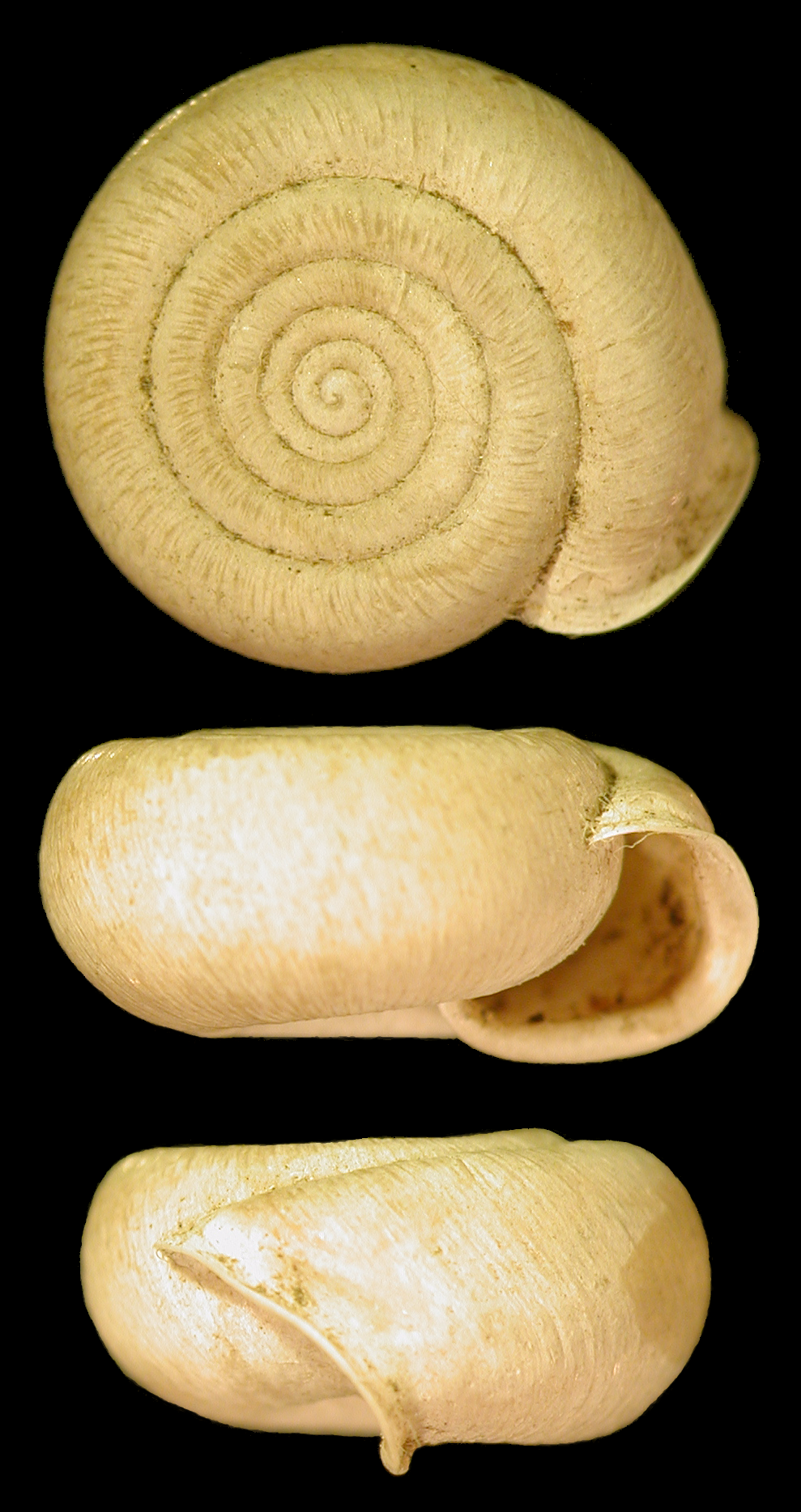
Coquille